# Lemainville
Lemainville település Franciaországban, Meurthe-et-Moselle megyében. Lakosainak száma 414 fő (2022. január 1.). Lemainville Benney, Ceintrey, Gerbécourt-et-Haplemont, Ormes-et-Ville és Voinémont községekkel határos.

## Népesség
A település népességének változása:
| Lakosok száma | 226  | 252  | 274  | 317  | 363  | 373  | 374  | 379  | 393  | 414  |
|               | 1968 | 1982 | 1990 | 2006 | 2013 | 2015 | 2017 | 2019 | 2020 | 2022 |